# Xenopsylla hirtipes
Xenopsylla hirtipes är en loppart som beskrevs av Rothschild 1913. Xenopsylla hirtipes ingår i släktet Xenopsylla och familjen husloppor. Inga underarter finns listade i Catalogue of Life.